# Kaha pectinata
Kaha pectinata är en insektsart som först beskrevs av William Lucas Distant 1906.  Kaha pectinata ingår i släktet Kaha och familjen Derbidae. Inga underarter finns listade i Catalogue of Life.